# سارا هورتادو
سارا هورتادو (بالإسبانية: Sara Hurtado)‏ هي راقصة على الجليد إسبانية، ولدت في 3 نوفمبر 1992 في مدريد في إسبانيا.

## وصلات خارجية
- سارا هورتادو على موقع الاتحاد الدولي للتزلج (الإنجليزية)
- سارا هورتادو على موقع الاتحاد الدولي للتزلج (الإنجليزية)
- سارا هورتادو على موقع الاتحاد الدولي للتزلج (الإنجليزية)
- سارا هورتادو على موقع اللجنة الأولمبية الدولية (الإنجليزية)
- سارا هورتادو على موقع أوليمبيديا (الإنجليزية)